# Jens Hegeler
Pour les articles homonymes, voir Hegeler.
Jens Hegeler est un footballeur allemand, né le 22 janvier 1988 à Cologne en Allemagne. Il évolue comme stoppeur. Avec Stefan Reinartz, son ancien coéquipier au Bayer Leverkusen, il a développé une méthode d'analyse des matches de football dénommée Packing (Fußball) (de).

## Carrière

### International
Jens Hegeler est international espoir allemand et compte 4 sélections.

### Clubs
| Saison      | Club             | Pays         | Championnat        | Coupes nationales | Coupes d’Europe       | Sélection Allemagne |
| ----------- | ---------------- | ------------ | ------------------ | ----------------- | --------------------- | ------------------- |
| 2007 - 2008 | Bayer Leverkusen | Bundesliga   | 1 match            | -                 | -                     | -                   |
| 2008 - 2009 | Bayer Leverkusen | Bundesliga   | 2 matchs           | 1 match           | -                     | -                   |
| 2008 - 2009 | FC Augsburg      | 2.Bundesliga | 11 matchs          | -                 | -                     | -                   |
| 2009 - 2010 | FC Augsburg      | 2.Bundesliga | 24 matchs / 1 but  | 6 matchs          | -                     | -                   |
| 2010 - 2011 | FC Nuremberg     | Bundesliga   | 34 matchs / 3 buts | 4 matchs          | -                     | -                   |
| 2011 - 2012 | FC Nuremberg     | Bundesliga   | 31 matchs / 1 but  | 3 matchs          | -                     | -                   |
| 2012 - 2013 | Bayer Leverkusen | Bundesliga   | 27 matchs / 3 buts | 2 matchs / 1 but  | 6 matchs / 1 but (C3) |                     |

| 2014- | Hertha Berlin | Bundesliga | 0 matchs / 0 but |